# Olle Sundin
Olle Sundin (17 dicembre 1997) è un ex sciatore alpino svedese.

## Biografia
Specialista delle prove veloci attivo dal novembre del 2013, Sundin ha esordito in Coppa Europa il 3 dicembre 2016 a Gällivare in slalom gigante, senza completare la prova, ai Campionati mondiali a Åre 2019, dove si è classificato 34º nella discesa libera, 34º nel supergigante e 30º nella combinata, e in Coppa del Mondo il 17 gennaio 2020 a Wengen in combinata, senza completare la gara. Il 15 dicembre 2020 ha ottenuto a Santa Caterina Valfurva in discesa libera il primo podio in Coppa Europa (3º) e ai successivi Mondiali di Cortina d'Ampezzo 2021, sua ultima presenza iridata, non ha completato discesa libera, supergigante e combinata. Ha ottenuto il miglior risultato in Coppa del Mondo il 18 dicembre 2021 in Val Gardena in discesa libera (37º), ha conquistato l'ultimo podio in Coppa Europa il 9 febbraio 2022 a Kvitfjell in discesa libera (2º) e ha preso per l'ultima volta il via in Coppa del Mondo il 6 marzo seguente nella medesima località in supergigante, senza completare la prova; si è ritirato al termine della stagione 2022-20223. Non ha preso parte a rassegne olimpiche.

## Palmarès

### Coppa Europa
- Miglior piazzamento in classifica generale: 19º nel 2021
- 3 podi:
  - 1 secondo posto
  - 2 terzi posti

### Australia New Zealand Cup
- Miglior piazzamento in classifica generale: 27º nel 2020
- 1 podio:
  - 1 secondo posto

### Campionati svedesi
- 5 medaglie:
  - 5 ori (discesa libera nel 2019; supergigante nel 2021; discesa libera nel 2022; discesa libera, supergigante nel 2023)